# Deutsche Hilfsgemeinschaft
Am 18. Oktober 1945 gründete der Hamburger Bürgermeister Rudolf Petersen die Deutsche Hilfsgemeinschaft (DHG). Als Einrichtung der Freien Wohlfahrtspflege sollte diese die Not der Menschen nach dem Ende des Zweiten Weltkrieges lindern helfen und ihnen Mut zur Zukunft geben.

## Aufgabenstellung
Die Durchführung von Ferienfreizeiten für Kinder und Jugendliche sowie die Organisation eines Jugendaustausches gehören traditionell zum Aufgabengebiet der DHG. Darüber hinaus engagiert sich diese im Bereich der Altenhilfe. Auch unterstützt sie das Winternotprogramm für Obdachlose in Hamburg. Zudem organisiert die Hilfsgemeinschaft weihnachtliche Paketaktionen. In der unmittelbaren Nachkriegszeit setzte sich die DHG für die Belange Kriegsversehrter ein.

### Ferienfreizeiten für Kinder und Jugendliche
Für Kinder und Jugendliche aus sozial- und finanzschwachen Familien werden seit 1954 Ferienfreizeiten angeboten.

### Jugendaustausch
Zum Programm der DHG gehört darüber hinaus die Organisation eines Austausches von Hamburger Jugendlichen mit Jugendlichen aus den östlich gelegenen Partnerstädten der Hansestadt; insbesondere mit St. Petersburg. Auf gemeinsamen Ferienfreizeiten sollen sich die Jugendlichen kennenlernen und Verständnis füreinander entwickeln.

### Altenhilfe
Für bedürftige Hamburger Senioren werden Erholungsreisen organisiert und finanziert.

### Obdachlosenhilfe
Winterbekleidung, Schlafsäcke sowie Körperpflege- und Nahrungsmittel stellt die DHG innerhalb des Winternotprogramms für Obdachlose in Hamburg zur Verfügung.

### Weihnachtliche Paketaktion
In der Weihnachtszeit packen ehrenamtliche Helfer für alte und einsame Menschen sowie mittellose Familien Pakete. Diese enthalten u. a. Lebensmittel.

### Versorgung Kriegsversehrter
In der Besatzungszeit trat die DHG gegenüber der Britischen Besatzungsmacht dafür ein, dass Kriegsversehrte mit Kleidung versorgt und die zur Prothesenherstellung erforderlichen Materialien zur Verfügung gestellt wurden.

## Finanzierung
Der Verein finanziert sich mithilfe von Geld- und Sachspenden. An der Finanzierung der Ferienfreizeiten für Kinder und Jugendliche beteiligt sich die Hamburger Behörde für Arbeit, Soziales, Familie und Integration. Spenden an die DHG sind steuerlich absetzbar. Die Deutsche Hilfsgemeinschaft ist als gemeinnützigen Zwecken dienend anerkannt. Von 1949 bis 1969 trug die Funklotterie zur Finanzierung der von der DHG gewählten Aufgabenstellung bei. 